# Epilobium microphyllum
Epilobium microphyllum là một loài thực vật có hoa trong họ Anh thảo chiều. Loài này được A.Rich. mô tả khoa học đầu tiên năm 1832.